# Hortipes aelurisiepae
Hortipes aelurisiepae là một loài nhện trong họ Corinnidae.
Loài này thuộc chi Hortipes. Hortipes aelurisiepae được miêu tả năm 2000 bởi Bosselaers & Rudy Jocqué.